# Tey
Tey va ser una reina egípcia durant la XVIII dinastia. Va ser la Gran Esposa Reial del faraó Kheperkheprure Ay, el penúltim faraó de la dinastia. També havia estat la nodrissa de Nefertiti.
|                   |    |     |     |    |
| \| \| \| \| \| \| |    |     |     |    |
|                   |    |     |     |    |
| U33               | Z4 | M17 | M17 | B7 |

| U33 | Z4 | M17 | M17 | B7 |

|                   |    |     |     |    |
| \| \| \| \| \| \| |    |     |     |    |
|                   |    |     |     |    |
| U33               | Z4 | M17 | M17 | B7 |

| U33 | Z4 | M17 | M17 | B7 |

|                   |    |     |     |    |
| \| \| \| \| \| \| |    |     |     |    |
|                   |    |     |     |    |
| U33               | Z4 | M17 | M17 | B7 |

| U33 | Z4 | M17 | M17 | B7 |

|                   |    |     |     |    |
| \| \| \| \| \| \| |    |     |     |    |
|                   |    |     |     |    |
| U33               | Z4 | M17 | M17 | B7 |

| U33 | Z4 | M17 | M17 | B7 |

El seu marit, Ay, havia ocupat importants càrrecs administratius a les corts de diversos faraons (Amenhotep III, Akhenaton i Tutankamon) abans de pujar ell mateix al tron. Això s'esdevingué després de la mort de Tutankamon, quan la línia masculina de la família reial es va extingir. Es creu que Ay podria haver tingut alguna relació amb la família reial (probablement un germà de la reina Tiye, esposa d'Amenhotep III). Alguns investigadors teoritzen que fins i tot podria haver estat el pare de Nefertiti.

## Família
Tey era la dona d'Ay. A les inscripcions d'Amarna, a Tey se l'anomena "nodrissa de la Gran Esposa Reial". S'ha teoritzat que aquest títol significaria que era una segona esposa del rei i que ella, per tant, seria la madrastra de Nefertiti. També s'ha proposat que Mutbenret era filla d'Ay i Tey, i que Nakhtmin, el successor previst d'Ay, podria haver estat el seu fill.

## Amarna

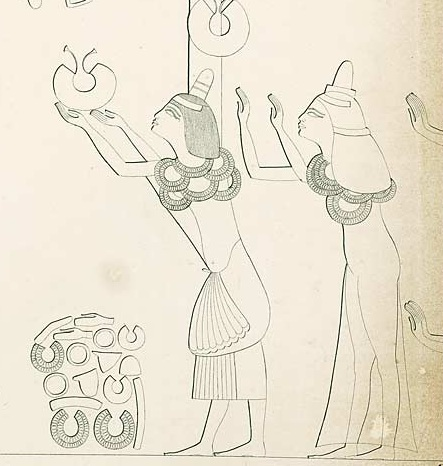
Ay i Tey a la tomba 25 d'Amarna rebent recompenses d'Akhenaton i Nefertiti.

Tey apareix representada a la tomba d'Amarna no utilitzada del seu marit, construïda mentre ell era administrador d'Akhenaton.
El seu protagonisme en la decoració és excepcional, tot i que els seus càrrecs de dida i tutora de la Gran Esposa (Nefertiti) i Ornament Reial del Rei ho justifiquen plenament. Hi ha una escena de recompensa al mur nord, costat est. Ay i Tey s'hi mostren davant la finestra de les aparences. Akhenaton hi apareix amb una corona Khepreix i Nefertiti amb la seva coneguda corona blava (en aquest cas decorada amb tres uraei). Meritaton, Meketaton i Ankhesenpaaton també es mostren a la finestra d'aparicions. Les dues filles grans semblen estar llançant recompenses a Ay i Tey, mentre que Ankhesenpaaton es troba sobre un coixí davant de Nefertiti i li acaricia la barbeta.

## Gran esposa reial

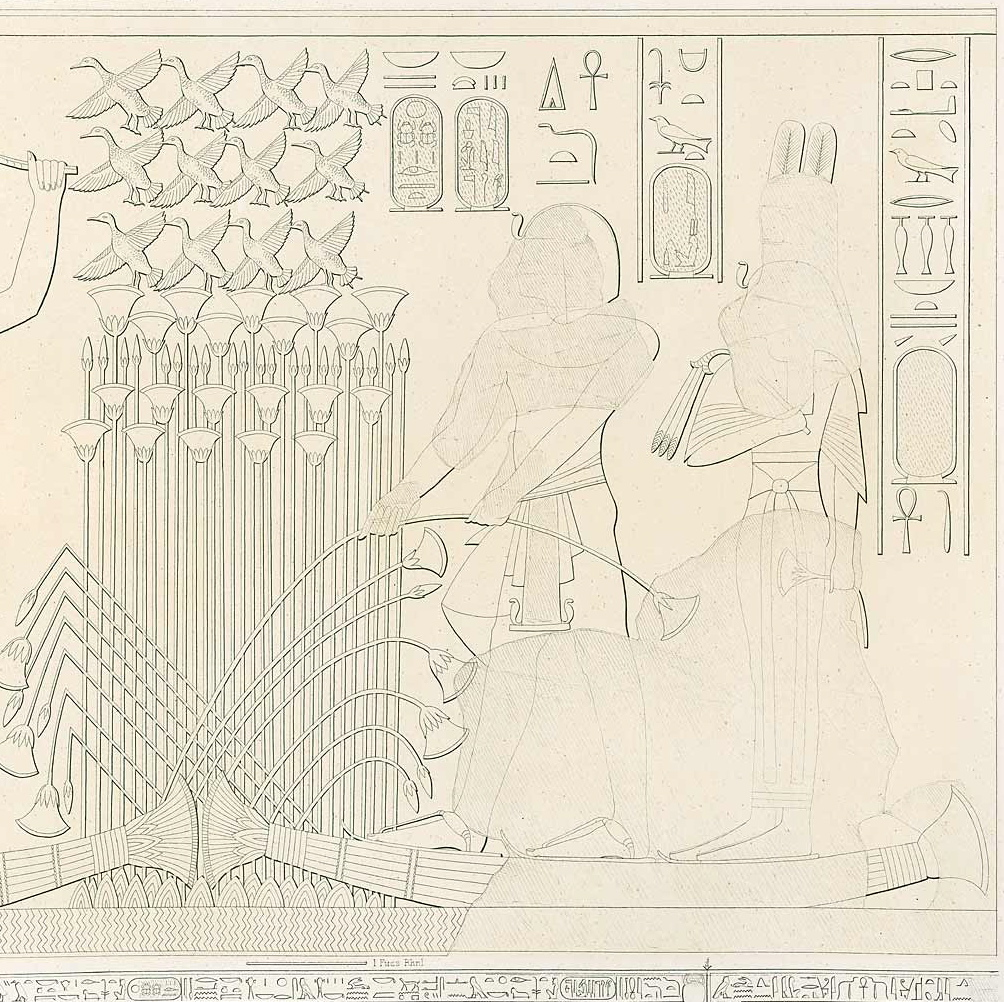
El rei Ay i la seva dona Tey a la toma d'Ay (WV23) a la Vall dels Reis.

Quan Ay va assumir el tron després de la mort de Tutankamon, Tey es va convertir en la seva Gran Esposa Reial i va obtenir els títols de Princesa Hereditària (iryt-p`t), Gran d'Elogis (wrt-hzwt), Dama de les Dues Terres (nbt-t3wy), Esposa del Gran Rei, la seva estimada (hmt-niswt-wrt meryt.f) i Mestressa de l'Alt i Baix Egipte (hnwt-Shm'w T3-mhw).
La reina Tey està representada a la tomba WV23 a la Vall dels Reis, utilitzada per a Ay després que s'hagués convertit en rei. Apareix darrere d'Ay en una escena en què Ay sembla que estigui traient flors de lotus d'un pantà. Les imatges estan força danyades.
Potser va ser enterrada amb el seu marit a la WV23. Els fragments d'ossos humans femenins que van ser trobats a la tomba li podrien pertànyer.
Tey també apareix representada en una capella de roca dedicada al déu de la fertilitat Min a Akhmim.
També s'esmenta tey en una caixa de fusta amb la inscripció "El veritable escriba del rei, a qui estima; comandant de tropes; supervisor de cavalleria i Pare del Déu, Ay". El text també diu: "El molt valorat, l'únic de Ra, apreciat per la Gran Esposa Reial, la mestressa de la casa, Tey".